# Sphingonotus obscuratus
Sphingonotus obscuratus är en insektsart som först beskrevs av Walker, F. 1870.  Sphingonotus obscuratus ingår i släktet Sphingonotus och familjen gräshoppor.

## Underarter
Arten delas in i följande underarter:
- S. o. lameerei
- S. o. obscuratus
- S. o. brunneri
- S. o. latissimus
- S. o. transcaspicus
- S. o. samnuensis
- S. o. apicalis